# William Venables Vernon
William Henry Venables Vernon né en 1852 à Saint-Hélier et mort en 1934 à Jersey, est un bailli de Jersey qui assuma cette fonction de 1899 à 1931.

## Biographie
William Venables Vernon fut élevé par sa grand-mère. En effet, il ne connut point son père, Edward Henry Vernon, mort un an après sa naissance, ni sa mère Louise Sophie Charlotte de Joux, originaire de Suisse qui retourna dans son pays après la mort de son mari et laissa son fils au bon soin de sa belle-mère.
Après des études secondaires, il poursuivit des études universitaires de droit à l'université de Toulouse. Il fut un étudiant brillant, remportant plusieurs médailles et plusieurs prix. Il avait l'intention d'entrer dans la carrière diplomatique, mais quand il retourna à Jersey pour y vendre la maison familiale, il fut approché par le bailli Jean Hammond, qui avait été un ami de son père, et son successeur Robert Pipon Marett, qui avait été conseiller juridique de sa mère, qu'il devait devenir magistrat et rejoindre le barreau local[pas clair].
En 1875, il fut élu connétable de Saint-Hélier ensuite il fut nommé greffier. Il devint avocat général en 1880, puis procureur général en 1885. 
En 1899, il devint bailli de l'île de Jersey jusqu'en 1931.
Il était déjà une personne extrêmement populaire. Il était le président des chemins de fer de Jersey et les trains des chemins de fer de Jersey furent décorés à l'occasion de sa prestation de serment, comme l'étaient également les navires dans le port de Saint-Hélier.  
Il fut anobli par le roi Édouard VII en 1903, et quand le roi George VI visita l'île de Jersey en 1921, il l'éleva au rang de chevalier de l'Empire britannique à la Chambre des États de Jersey. 
Il participe au congrès du millénaire normand à Rouen en 1911.
Il prit sa retraite en 1931 et mourut en 1934.
Charles Malet de Carteret lui succéda en 1931 comme bailli de Jersey.